# Oregano
Oregano és un navegador comercial pels ordinadors RISC OS. L'oregano és un derivat d'un navegador desenvolupat per Oregan Networks Ltd sota el nom Oregan Media Browser per a dispositius d'electrònica de consum, consoles de jocs i descodificadors IP (Internet Protocol).